# Ernesto Fernández Hurtado
Ernesto Fernández Hurtado (Colima, Colima; 19 de noviembre de 1921-Ciudad de México, 2 de octubre de 2010) fue un economista, empresario, académico y funcionario mexicano. Se desempeñó como director general del Banco de México de 1970 a 1976 durante las presidencias de Gustavo Díaz Ordaz y Luis Echeverría Álvarez y director general de Bancomer de 1983 a 1987 durante la administración de Miguel de la Madrid.
Junto con Víctor Urquidi, Leopoldo Solís, Juan F. Noyola, Alfredo Navarrete Romero, Ifigenia Martínez, Jorge Espinosa de los Reyes y Raúl Martínez Ostos, forma parte de una generación de economistas que tuvieron una influencia notable en el desarrollo económico de México durante la segunda mitad del siglo XX.

## Actividad académica
Estudió la licenciatura en Economía en la Escuela Nacional de Economía de la Universidad Nacional Autónoma de México (UNAM) de 1941 a 1945. En 1948, obtuvo la maestría en Economía y Administración Pública por la Universidad de Harvard gracias a una beca otorgada por el Banco de México. Su tesis de posgrado titulada Income Elasticity of Foreign Commerce in Latin American Countries («Elasticidad Ingreso del Comercio Exterior en los Países Latinoamericanos»), aborda la importancia de la propensión marginal a importar dentro del modelo keynesiano, para analizar los efectos de las fluctuaciones cíclicas en la economía mundial sobre las economías emergentes, particularmente sobre los países latinoamericanos. 
Fue profesor en las áreas de banca y comercio internacional en la UNAM, El Colegio de México, el Instituto Tecnológico Autónomo de México (ITAM) y en el Centro de Estudios Monetarios Latinoamericanos (CEMLA).

## Trayectoria
Durante sus estudios de licenciatura, comenzó a trabajar en la Dirección de Impuestos Especiales de la Secretaría de Hacienda y Crédito Público y, en 1943, ingresó al Departamento de Estudios Económicos del Banco de México. Al año siguiente, se incorporó a la sección de Balanza de pagos del banco, donde realizó estudios sobre los gastos e ingresos por turismo y sobre la metodología para el cálculo del saldo neto de las transacciones por turismo con Estados Unidos.
Luego de regresar a México tras sus estudios de posgrado en el extranjero, fue designado asesor técnico del subdirector general y jefe de la Oficina Técnica de la Dirección General de Banco de México en 1951. En diciembre de 1952, al asumir Rodrigo Gómez Gómez la Dirección General del banco central, Fernández Hurtado ocupó, sucesivamente, los cargos de gerente de los departamentos de Estudios Económicos, Estudios Económicos Regionales, Créditos Comerciales y Extranjeros; subdirector y subdirector general de 1959 a 1970.
Tras el fallecimiento de Gómez, el Consejo de Administración del Banco de México lo nombró director general el 18 de septiembre de 1970, cargo que ocupó a lo largo de la presidencia de Luis Echeverría. Durante su gestión, Fernández Hurtado continuó con la política de promoción del desarrollo económico desde el banco central —emprendida por su antecesor—, al contribuir en la fundación del Instituto del Fondo Nacional de la Vivienda para los Trabajadores  (Infonavit) y en la creación del Fondo Nacional de Equipamiento Industrial (Fonei) en 1972. Asimismo, a través del Fondo de Promoción a la Infraestructura Turística (Infratur), Banco de México planeó y financió la construcción de los destinos turísticos de Cancún e Ixtapa.
Luego de su jubilación en 1976, se desempeñó como director general del Banco BCH de 1978 a 1982 y como director general de Bancomer de 1983 a 1987, durante el periodo de la banca nacionalizada. Fue presidente del Consejo de Administración de Tubos de Acero de México (Tamsa) (1980-1993), de Zurich Compañía de Seguros y Zurich Afore (1998-2001).
Falleció en la Ciudad de México, el 2 de octubre de 2010 a los 88 años de edad. Fue tío del presidente Miguel de la Madrid (1982-1988) y del Secretario de Comunicaciones y Transportes en el gobierno de Enrique Peña Nieto, Gerardo Ruiz Esparza.

## Publicaciones
- "Diversos tipos de desequilibrio económico internacional", ensayo, con Víctor Urquidi (El Trimestre Económico, 1947)
- L'expérience monetaire du Mexique («La experiencia monetaria de México»), con Eduardo Villaseñor (Presses universitaires de France, 1956)
- Cincuenta Años de Banca Central. Ensayos conmemorativas (FCE, 1976) (coord.)